# Valencia (Bohol)
Valencia és un municipi de la província de Bohol, a la regió filipina de les Visayas Centrals. Segons les dades del cens de l'any 2007 té una població de 28.043 habitants distribuïts en una superfície de 116,67 km².
Valencia està políticament subdividida en 35 barangays.
| - Adlawan - Anas - Anonang - Anoyon - Balingasao - Banderahan (Upper Ginopolan) - Botong - Buyog - Canduao Occidental - Canduao Oriental - Canlusong - Canmanico | - Cansibao - Catug-an - Cutcutan - Danao - Genoveva - Ginopolan - La Victoria - Lantang - Limocon - Loctob - Magsaysay - Marawis | - Maubo - Nailo - Omjon - Pangi-an - Poblacion Occidental (Sawang) - Poblacion Oriental (Sur) - Simang - Taug - Tausion - Taytay - Ticum |